# Inga Möller
Inga Möller, später Inga Ehrig-Holzapfel, (* 27. April 1973 in Berlin) ist eine ehemalige deutsche Hockeyspielerin. Sie war Weltmeisterschaftsdritte 1998.

## Sportliche Karriere
Inga Möller war schon im Juniorenbereich erfolgreich. 1993 war sie Junioreneuropameisterin und Dritte der Juniorenweltmeisterschaften. Sie wirkte zwischen 1993 und 2000 in 108 Länderspielen der deutschen Nationalmannschaft mit.
1994 bei der Weltmeisterschaft in Dublin erreichte die deutsche Mannschaft den ersten Platz in ihrer Vorrundengruppe vor der Mannschaft aus den Vereinigten Staaten, wobei sich die beiden Mannschaften im direkten Duell mit 1:1 trennten. Im Halbfinale unterlag die deutsche Mannschaft den Australierinnen mit 0:2. Im Spiel um die Bronzemedaille trafen die Deutschen wieder auf das US-Team und unterlagen mit 1:2.
Vier Jahre später gehörte die Abwehrspielerin zum deutschen Aufgebot bei der Weltmeisterschaft 1998 in Utrecht. In der Vorrunde belegte die deutsche Mannschaft den zweiten Platz hinter den Australierinnen. Nach einer 1:6-Niederlage im Halbfinale gegen die niederländische Mannschaft bezwangen die Deutschen im Spiel um Bronze die Argentinierinnen mit 3:2. Inga Möller erzielte im Spiel um den dritten Platz den Treffer zum 3:2. Im Jahr darauf gewann sie mit der deutschen Mannschaft die Silbermedaille bei der Europameisterschaft in Köln. Im Finale unterlag das deutsche Team den Niederländerinnen mit 1:2. 
Bei den Olympischen Spielen 2000 in Sydney erreichte die deutsche Mannschaft in der Vorrunde nur den vierten Platz. Das Klassifizierungsspiel um den siebten Platz gewannen die Deutsche nach Verlängerung gegen die Südkoreanerinnen.
Inga Möller spielte für den Berliner HC, mit dem sie 1999 und 2000 den deutschen Meistertitel im Feldhockey gewann. 2000 siegten die Berlinerinnen auch in der Halle.